# 灣仔天橋畫廊
灣仔天橋畫廊，簡稱天橋畫廊，是香港一個座落於行人天橋上的藝術畫廊，位於香港島灣仔大佛口（所以又稱灣仔大佛口行人天橋），橫跨軍器廠街、軒尼詩道及皇后大道東。該行人天橋於2001年獲聖雅各福群會逾千名義工，在50條橋柱上以三萬張來自不同市民的指紋貼紙，拼貼出灣仔區不同的景物，包括區內建築物、行業、老店、居民生活及文化景觀等，合稱「灣仔五十景」。畫廊於2006年曾進行翻新工程。

## 相關
- 奧運橋